# 비안향교
비안향교(比安鄕校)는 대한민국 경상북도 의성군 안계면 교촌리에 있는 향교이다. 1992년 11월 26일 경상북도의 문화재자료 제263호로 지정되었다.

## 개요
향교는 공자와 여러 성현께 제사를 지내고, 지방민의 교육과 교화를 위해 나라에서 세운 교육기관이다.
비안향교는 조선 태조 7년(1398) 처음 지었으며 임진왜란 때 불타 없어졌다. 광해군 2년(1610) 지금 있는 자리에 복원하여, 1898년·1924년·1935년에 각각 수리하였다.
임진왜란 때는 이 지역 사람인 손복이 향교의 위패를 산중 굴속에 숨겨 무사히 피해를 면했다고 전한다.
지금 남아 있는 건물로는 제사 공간인 대성전과 동무 · 서무, 교육 기능을 수행하는 강당인 명륜당, 삼문 등이다. 대성전에는 공자를 비롯한 그 제자와 한국 성현들의 위패를 모시고 있다.
조선시대에는 나라에서 토지와 노비 · 책 등을 지원받아 학생들을 가르쳤으나, 지금은 교육 기능은 없어지고 제사 기능만 남아 있다.

## 참고 자료
- 비안향교 - 국가유산청 국가유산포털